# Cryptantha leiocarpa
Cryptantha leiocarpa är en strävbladig växtart som först beskrevs av Fisch. och Mey., och fick sitt nu gällande namn av Edward Lee Greene. Cryptantha leiocarpa ingår i släktet Cryptantha, och familjen strävbladiga växter. Inga underarter finns listade i Catalogue of Life.